# Estrecho de Jeju
El estrecho de Jeju es un estrecho entre la península de Corea (provincia de Jeolla del Sur) y la isla de Jeju (provincia de Jeju). El estrecho es el límite entre el Mar del Japón y el Mar Amarillo según lo define la Organización Hidrográfica swInternacional, y se considera parte del Mar de China Oriental en Corea.

## Ecología
La corriente de Kuroshio, una corriente oceánica que fluye hacia el norte, genera agua caliente durante todo el año.